# Santa Faz de Manoppello

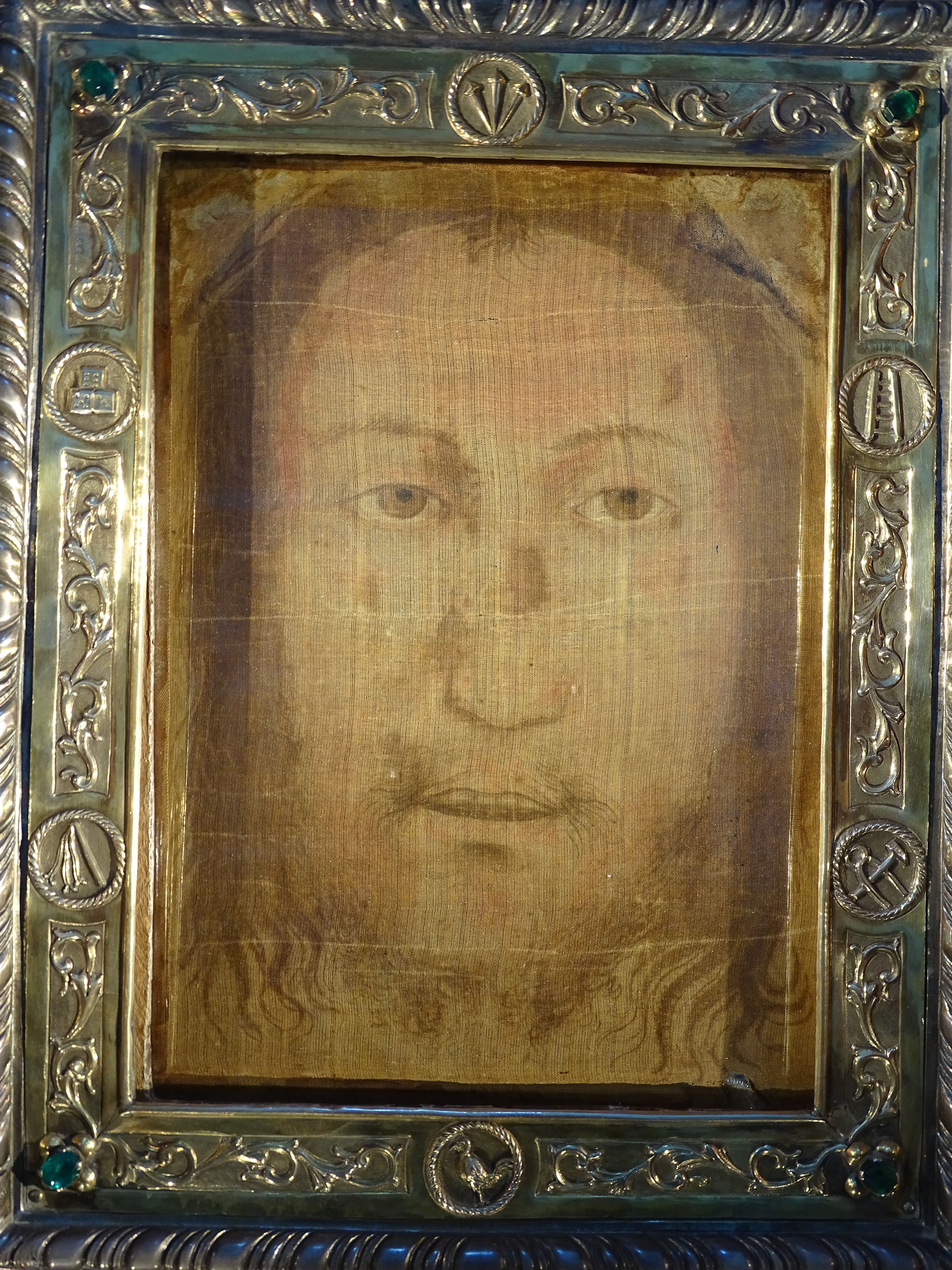
Santo Rostro de Manoppello.

La Santa Faz de Manoppello es un fragmento de tela donde se ve una cara y que se ha relacionado con la Santa Faz, el nombre que recibe el velo de santa Verónica donde Jesús de Nazaret habría dejado una imagen de su cara. Algunos la consideran una imagen Vera icon y es una de las reliquias relacionadas con Jesús.

## Contexto
En 1999, el jesuita alemán Heinnrich Pfeiffer, profesor de Historia del Arte de la Pontificia Gregoriana anunció en una conferencia de prensa en Roma que había encontrado el velo en una iglesia de la Orden de los Frailes Menores Capuchinos en Manoppello, en Italia, donde había estado desde 1660.
Según la tradición local, un peregrino anónimo llegó en 1508 con el paño dentro de un paquete envuelto y se lo entregó al doctor Giacomo Antonio Leonelli, que estaba sentado en un banco frente a la iglesia. El médico entró en la iglesia y abrió el paquete que contiene el velo. Inmediatamente salió de la iglesia, pero no encontró al portador del paquete. El velo fue propiedad de la familia Leonelli hasta 1608. Pancrazio Petrucci, un soldado casado con una mujer miembro de la familia, Marzia Leonelli, robó el velo de la casa de su padrastro. Unos años más tarde, Marzia lo vendió por 400 escudos al doctor Donato Antonio De Fabritiis para poder pagar la libertad de su marido, prisionero en Chieti. De Fabritiis dio el velo a los capuchinos que actualmente lo conservan. Esta historia fue documentada por el Padre Donato da Bomba en su "Relatione histórica" escrita en 1648.
Pfeiffer fue el primero en afirmar que la imagen corresponde al velo utilizado por santa Verónica, lo que querría decir que fue robado del Vaticano durante la reconstrucción que tuvo lugar en 1506, antes del saqueo de Roma. De esta historia no hay ninguna prueba documentada a pesar de unos fragmentos de vidrio incrustados en la tela, que se podrían relacionar con el recipiente donde se guardaba el fragmento de ropa en el Vaticano, que se habría roto en el momento del robo. En 2006 el papa Benedicto XVI visitó la iglesia donde se guarda la reliquia para hablar de la esencia del cristianismo.

## Origen

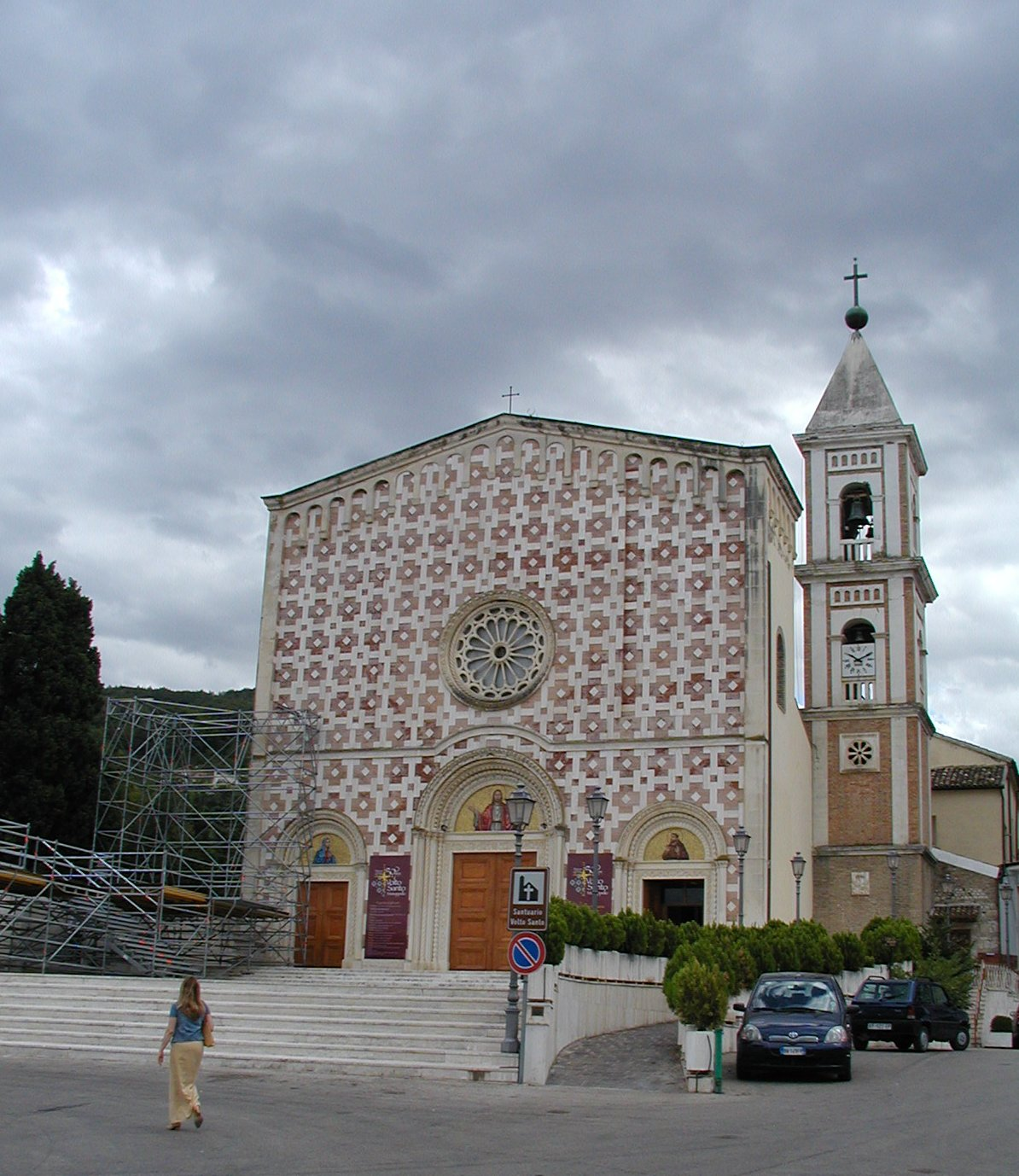
La iglesia de la Santa Faz.

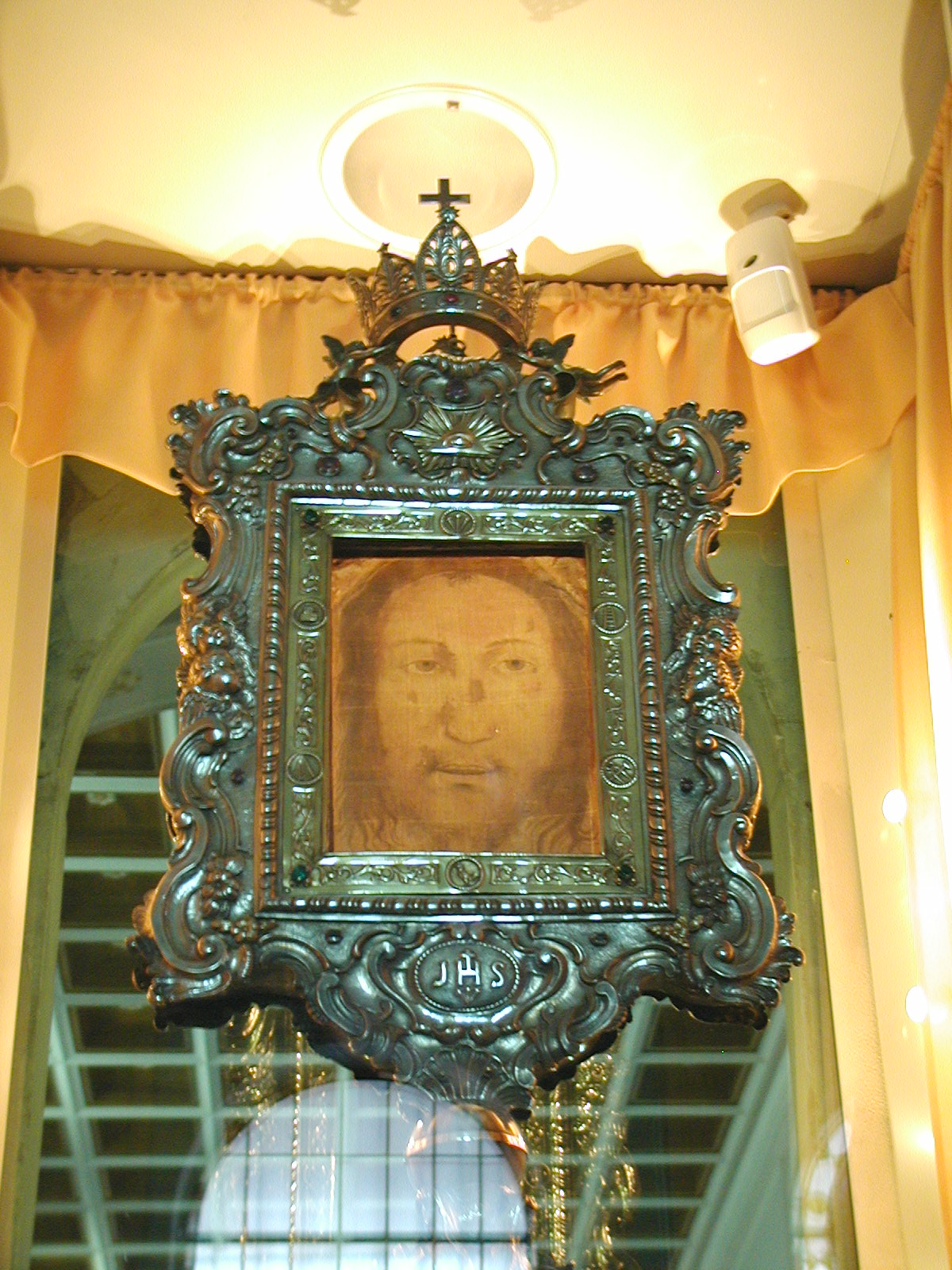
Santo Rostro de Manoppello.

Se ha afirmado que la tela estaría hecha de biso, unas raras fibras naturales provenientes de un molusco bivalvo llamado  Pinna nobilis , y tejidas con seda marina, utilizada en la antigüedad principalmente en las costas del mar Mediterráneo. Paul Badde, corresponsal en el Vaticano del Die Welt, ha insistido en que este tipo de tejido sólo se encuentra en las tumbas de Egipto, pero otros estudiosos consideran que este tipo de tejido fue utilizado no solo por los faraones egipcios, sino también por los fenicios, los griegos y los romanos, y durante la Edad Media por los franceses como algunos afirman que se puede ver en un objeto de Saint-Denis.
Algunos investigadores afirman que a pesar de las reclamaciones de los orígenes divinos, la cara en el velo de Manoppello se ajusta en apariencia a las características de una imagen hecha por el hombre, y que estilísticamente es similar a las imágenes que datan de finales de la Edad Media o del Renacimiento temprano.
Durante unas jornadas sobre el enfoque científico de las imágenes en el centro de investigación ENEA de Frascati en 2010, se expuso que la imagen es típica de las representaciones humanas en un período determinado, pero que el autor no entendía o no quiso aplicar las proporciones que se aplicaban a las representaciones habituales, si bien algunas teorías sostenían que la nariz torcida podría interpretarse por los golpes que habría recibido Jesús de Nazaret. Varios estudiosos descartan que la imagen represente a Jesús, sino que habría sido un autorretrato del artista.
Ian Wilson argumenta que la imagen no tiene un parecido familiar con ejemplares conocidos y por tanto no puede haber sido la imagen venerada en la Edad Media. Sin embargo, el autor Paul Badde en su libro de 2010 indica que el argumento de Wilson es incorrecto y le replica con imágenes anteriores de 1608 de un hombre con los ojos abiertos y la boca abierta similar a la del velo. Badde sostiene que fue en esta época cuando la verdadera imagen fue robada del Vaticano, mientras que iba a ser trasladada a una nueva capilla que se encontraba en construcción. Badde también señala que la caja del Vaticano donde se exhibía tenía vidrio por ambos lados, y que sólo el Velo de Manoppello es visible por ambos lados.
Fanti y Jaworski sostienen en un artículo que la Sábana Santa de Turín y la Imagen de Manoppello tienen analogías después de hacer un estudio en 3D. Afirman que las características de las imágenes dan argumentos para defender que se trata de una imagen Vera icon, o sea, hecha sin la mano humana. Esta teoría está en contradicción con los estudios de R. Falcinelli, un experto en fotografía que afirma que la imagen ha sido hecha por un hombre y quiere representar una reminiscencia de una iconografía existente.
Gian Marco Rinaldi desde el Comité Italiano para la Investigación de las Afirmaciones de lo Paranormal (CICAP) manifestó que consideraba que la teoría según la cual no habría ningún rastro de pigmento en la imagen de Manoppello es más una "leyenda urbana", que tiene sus raíces en los sitios de Internet y blogs, así como de las declaraciones públicas de las autoridades religiosas en Italia y en muchos artículos de Paul Badde en Die Welt, todos los cuales han extrapolado dubitativamente las obras de Donato Vittore y Giulio Fanti. Fanti, a pesar de estar a favor de la autenticidad, nunca ha afirmado que no había rastros de pigmentos pictóricos, sólo se indica en sus escritos que la manera en que se hizo la imagen no es conocido por él y que la imagen no se ha hecho tejiendo "hilos de colores". Fanti y sus colaboradores afirmaron que ciertas partes podían contener pigmentos pero al hacer zum en cierta medida entre las fibras, los pigmentos no se encontraron entre ellos, pero solo en la superficie del tejido, debido a las características intrínsecas de la tela biso extremadamente fina. Rinaldi insiste en que Fanti y sus asociados no dijeron en absoluto que la imagen Manoppello correspondía "exactamente" a la Sábana Santa de Turín, y que una declaración tan extrapolada sólo ha sido hecho público por la hermana Blandine Schlomo, monja trapense de Manoppello a cargo de la comunicación con los medios de comunicación. Rinaldi muestra que Fanti cambió muchas veces su teoría, los pigmentos que dicen estaban ausentes, sólo visible en determinadas zonas como los ojos y, por último, que sí contiene pigmentos, pero solo de la manera en que se depositaron ion del biso es desconocido para él. Estos ajustes sin fin de los argumentos a favor de la autenticidad pueden haber llevado a algunos a extrapolar a tal grado, de acuerdo con Rinaldi.